# Ioan Pușcariu
Lovag (Cavaler) Ioan Pușcariu (Szohodol, 1824. október 10. – Törcsvár, 1911. december 24.) román jogász, politikus, történész.

## Élete
Eredeti neve Pușcașiu, apja a fogarasföldi Szohodol falu ortodox papja volt. A brassói katolikus és a nagyszebeni lutheránus gimnáziumban eltöltött öt év után egy évet tanult a nagyszebeni ortodox teológián, majd a kolozsvári piaristáknál végezte el a két filozófiai osztályt. 1846 és 1848 között jogot tanult a nagyszebeni jogakadémián. 1848-ban Fogaras vidékén kezdte tisztviselői pályáját, ekkor változtatta nevét a románosabban hangzó Pușcariura. 1850 és 1861 között járási tisztségeket töltött be Persányban, Alsóvisten, Pujban és Alsóvenicén. Tagja volt az 1860-ban Nagyszebenbe, a hivatalos román helyesírás megalkotására összehívott filológiai bizottságnak. 1861. április 16-án Fogaras vidéke gyűlésén a vidék főkapitányává választották. Ezen és a következő, május 13-án tartott gyűlésen Fogaras vidéke hivatalos nyelvévé a többség a román nyelvet nyilvánította, de a döntést a magyar kisebbség mindkét alkalommal megsemmisíttette a Guberniummal, a tisztviselők fizetését pedig felfüggesztették. Ezután 1863-ig a bécsi Erdélyi Kancellárián fogalmazó, majd 1862 és 1865 között Küküllő vármegye adminisztrátora, 1865-től pedig ismét Fogaras vidéke főkapitánya volt.
Részt vett az 1863–1864-es nagyszebeni, az 1865-ös kolozsvári és az 1867-es pesti országgyűlésen. 1867-ben alkotmányos megoldást dolgozott ki és terjesztett Deák Ferenc elé Erdély Horvátországéhoz hasonló, korlátozott önállóságának megőrzésére. 1867-től 1869-ig miniszteri tanácsosként a Vallás- és Közoktatásügyi Minisztériumban, 1869-től 1890-ig a budapesti Kúrián bíróként dolgozott. Az erdélyi román politikai életben a kisebbségben lévő aktivista irányt támogatta. 1890-es nyugdíjazása után Törcsváron élt és 1894-ben ugyanott megalapította a Parsimonia takarék- és hitelintézetet. A Gozsdu Alapítvány igazgatósági tagja, a román ortodox egyház kongresszusi képviselője, a Román Akadémiának 1877-től levelező, 1900-tól rendes tagja volt.
Sokat foglalkozott a nyelv és az írás kérdéseivel, az etimologikus helyesírás híve volt. Publicisztikái, értekezései a Telegraful Român, a Viitorul és a Familia című lapokban jelentek meg. Nyugdíjazása után összegyűjtötte az erdélyi román nemesi családok és külön a Fogaras vidéki ún. boér családok dokumentumait. Utóbbiak közé több hamisítványt is belekevert.

## Művei
- Die romaenische Amts-Sprache. Hermannstadt (Nagyszeben), 1860
- Date istorice privitoare la familiele nobile române. I–II. Sibiiu (Nagyszeben), 1892–95
- Fragmente istorice despre boierii din Țara Făgărașului I–IV. Sibiiu, 1904–1907
- Notițe despre întamplările contemporane. Sibiiu, 1913

### Magyarul
- Puscariu János: A mélyen tisztelt képviselőházhoz intézett emlékirat, mellyel a Királyföldhöz tartozó Szelistye és Talmács fiókszékekbeli községek közjogi viszonyaiknak rendezését kérelmezik; Egyetemi Ny., Buda, 1861